# Kokosovo olje
Kokosovo olje je jedilno olje, pridobljeno iz jedra mesa zrelega kokosa, ki raste na kokosovi palmi (Cocos nucifera). Več generacij je v tropih kokosovo olje glavni vir maščob v prehrani ljudi. Uporablja se v prehrani, zdravilih in industriji. Kokosovo olje je toplotno stabilno, zaradi česar je primerno za toplotno obdelavo pri visokih tempereaturah, npr. za cvrtje. Zaradi svoje stabilnosti počasi oksidira in je odporen proti žarkosti, zato ima rok trajanja do dveh let. Kokosovo olje je prozorno in v tekočem stanju pri temperaturah nad 26 °C. Pri ohlajanju se strjuje. Pri temperaturah pod 23 °C je snežno bele barve in v trdnem stanju. Olja ni treba hraniti v hladilniku. Ima blag svež vonj kokosa ter blago sladkast okus. Na otip ne daje mastnega občutka, saj se hitro vpija v kožo.
Ameriška Food and Drug Administration, Svetovna zdravstvena organizacija, International College of Nutrition, ameriški Department of Health and Human Services, American Dietetic Association, American Heart Association, britanski National Health Service in Dietitians of Canada odsvetujejo uživanje velikih količin kokosovega olja zaradi visoke ravni nasičenih maščobnih kislin.

## Proizvodnja
Kokosovo olje se pridela s »suho« ali z »mokro« obdelavo. Pri suhi obdelavi se meso odstrani iz lupine s pomočjo ognja, sončne svetlobe ali peči za proizvodnjo kopre. Kopra je užitni trdi del kokosovega oreha, ki vsebuje veliko kokosovega olja in beljakovin. Priprava in shranjevanje kopre se pogosto izvajata v slabih higienskih pogojih, česar posledica je slaba kakovost olja, ki potrebuje preduporabno prečiščevanje. Precejšen del olja, pridobljenega iz kopre, je izgubljen zaradi kvarjenja ter prisotnosti mesa in glodavcev med postopkom ekstrakcije. Pri mokri obdelavi se uporabljajo sveži kokosovi orehi, ki jih odprejo najpozneje v dveh dneh po obiranju. Mokra obdelava je najmanj uspešna, saj procesi zahtevajo tudi drago naložbo v opremo in energijo.
Pridelava olja iz kokosovega mleka vključuje ribanje ter stiskanje kokosovega mesa. Temperatura kokosovega mesa in posledično kokosovega mleka ne presega 25 °C. Ko je kokos nastrgan, potrebujejo manj kot 45 minut, da pridobijo mleko. To kokosovo mleko potem ohladijo na 10 °C, da se izloči olje. Nato dajo ohlajeno mleko v veliko centrifugo, s katero se pridobita kokosovo olje in »posneto« kokosovo mleko. Ta metoda ne potrebuje nobenega segrevanja. Potrebno je kar nekaj dela, da se pridobi čisto olje. Tako centrifugirano ekstradeviško kokosovo olje je popolnoma belo, kadar je v trdnem stanju, in kremasto, lahko mazasto, kadar je v poltrdnem stanju. Kadar pa je tekoče, je popolnoma čisto kot izvirska voda.
Pravilno obiranje kokosa oziroma starost pobiranja kokosa (od 2 do 20 mesecev) sta pomembna za kakovost olja. Iz nezrelih kokosovih orehov je zelo težko pridobiti kvalitetno olje. Deviško kokosovo olje se lahko proizvaja iz svežega kokosovega mesa, mleka ali ostankov. Proizvodnja vključuje odstranitev lupine, umivanje, mokro mletje, sušenje ostankov in stiskanje olja. Tisoč zrelih kokosovih orehov tehta približno 8640 kg. Donos iz kopre je 170 kg, iz katerih se lahko pridela približno 70 litrov kokosovega olja.
Kokosovo olje, še posebej hladno stisnjeno ekstradeviško kokosovo olje, je malo poznano, vendar je izjemno koristno, zdravo in raznoliko.

### RBD
RBD je kratica za »rafiniranje, beljenje in dezodoriranje«. RBD olje je običajno narejeno iz kopre. Iz posušene kopre v stiskalnici s pomočjo toplote izločijo olje. Olje pridobimo iz več kot 60 % suhega kokosa. To surovo olje ni primerno za prehrano, saj vsebuje preveč nečistoč. Druga metoda za ekstrakcijo kokosovega olja »visoke kakovosti« vključuje encimsko delovanje alfa-amilaze, proteaze in razredčene paste kokosa. Za razliko od deviškega kokosovega olja rafinirano kokosovo olje nima okusa in arome. RBD olje se uporablja za kuhanje doma, v kozmetični in farmacevtski industriji.

#### Hidrogeniranje
RBD kokosovo olje se lahko še nadalje obdela v delno ali v popolnoma hidrogenirano olje, in sicer s povečanjem tališča. Tališče hidrogeniranega kokosovega olja je 36–40 °C. V procesu hidrogeniranja so nasičene maščobe v kombinaciji z vodikom. Kokosovo olje vsebuje le 6 % mononenasičenih in 2 % polinenasičenih maščobnih kislin. V tem procesu se nekatere spremenijo v transmaščobne kisline. V celotnem procesu hidrogeniranja ni maščob. Prisotne so samo v procesu delnega hidrogeniranja.

#### Frakcioniranje
Frakcionirano kokosovo olje je del celotnega olja, v katerem so različne verige maščobnih kislin. Lavrinsko kislino pogosto uporabljajo v industrijske in medicinske namene.

## Standardi
Organizacija za prehrano in kmetijstvo je objavila standarde za poslovne partnerje, ki proizvajajo kokosovo olje za prehrano ljudi, azijske in pacifiške Kokos skupnosti (APCC), ki pridelajo približno 90 % kokosa na trgu.

## Vpliv kokosovega olja na zdravje
Veliko uživanje kokosovega olja se odsvetuje, saj vsebuje zelo visoko raven nasičenih maščob. Kokosovo olje vsebuje velik delež lavrinske kisline, nasičenih maščob, ki povečujejo raven holesterola lipoproteinov. Deluje antioksidativno, zato lahko zavira staranje in zmanjšuje oksidativni stres, pospešuje celjenje in lajša vnetje kože. Olje krepi imunski sistem in izboljšuje prebavo. Pomaga pri absorpciji pomembnih mineralov, uravnava sladkor v krvi, deluje protibakterijsko, protiglivično in protivirusno. Krepi srčnožilni sistem. Kokosovo olje daje energijo in tako prispeva k boljši vzdržljivosti, zato ga športniki zelo radi uporabljajo.

## Uporaba
Kokosovo olje zaradi svojih koristnih lastnosti počasi in ponovno pridobiva svoje mesto na trgu, v prehrambeni in kozmetični industriji. Pozitivna lastnost nasičenih maščobnih kislin v kokosovem olju je njihova izjemna obstojnost tudi na visokih temperaturah. Tako ob segrevanju ne nastajajo telesu škodljive snovi, kot so na primer zdravju škodljive trans maščobne kisline. 

### Uporaba olja v prehrani
Kokosovo olje doda hrani sladkast okus. Uporablja se kot dodatek sladicam, smoothie-jem, namazom in omakam, tudi za peko, cvrtje ali kuhanje, saj je olje zelo stabilno pri visokih temperaturah. Lahko ga uporabimo tudi kot samostojno jed ali namaz, kot nadomestek klasičnega masla ali margarine.

### Kokosovo olje v kozmetični industriji
Uporablja se kot krema za kožo, ker jo vlaži in deluje protivnetno. Na kožo nanesemo tanek sloj kokosovega olja, ki poskrbi za navlaženo in mehko kožo. Pomaga tudi pri hitrejšemu celjenju poškodovane kože in preprečevanju vnetnih stanj na koži. Kot negovalno masko ga lahko uporabimo tudi za lase. Dobro ga vtremo v lasišče in lase ter pustimo delovati 15 minut. Lasje bodo bolj voljni in nahranjeni, poleg tega pa lahko tudi omilimo ali celo odpravimo prhljaj. Kokosovo olje je pomembna sestavina pri izdelavi mila.

### Kokosovo olje v industriji
Filipini, Vanuatu, Samoa in številne druge tropske ter otoške države kokosovo olje uporabljajo kot alternativni vir goriva za delovanje avtomobilov, tovornjakov in avtobusov. Uporablja se tudi kot gorivo dizelskih motorjev. Nadaljnje raziskave so odkrile, da olje uporabljajo kot električni vir na otokih v Pacifiku.